# Cybianthus fulvopulverulentus
Cybianthus fulvopulverulentus (Mez) G.Agostini – gatunek roślin z rodziny pierwiosnkowatych (Primulaceae). Występuje naturalnie w Kolumbii, Wenezueli, Gujanie, Surinamie, Gujanie Francuskiej oraz Brazylii (w stanach Amazonas, Pará, Roraima, Bahia i Mato Grosso). 

## Morfologia
PokrójZimozielony krzew dorastający do 10 m wysokości.
LiścieUlistnienie naprzemianległe. Blaszka liściowa jest skórzasta i ma odwrotnie jajowatyy, eliptyczny lub lancetowaty kształt, ostrokątną nasadę i spiczasty, zaokrąglony lub tępy wierzchołek. Ogonek liściowy jest owłosiony.
KwiatyZebrane w gronach.

## Biologia i ekologia
Rośnie w lasach, na wysokości do 2200 m n.p.m.

## Zmienność
W obrębie tego gatunku oprócz podgatunku nominatywnego wyróżniono jeden podgatunek:
- C. fulvopulverulentus subsp. magnoliifolius (Mez) Pipoly